# 경명군
경명군 이침(景明君 李忱, 1489년 10월 6일(음력 8월 18일) ~ 1526년 7월 4일(음력 5월 25일))은 조선의 왕자로, 성종의 11남이자 서9남이다. 어머니는 숙의 홍씨이다.

## 생애
1489년(성종 20년) 8월 18일, 성종과 숙의 홍씨의 다섯번째 아들로 태어났다. 이름은 침(忱)이며, 아명은 충복(忠福)이다.
1519년(중종 14년), 박수문 등이 왕자들의 행실을 문제삼으며 왕에게 타이를것을 청하였는데, 경명군은 외지부의 사람을 불러모아 송사(訟事)를 좋아한다는 이유에서였다. 이후에도 경명군은 자주 송사를 일으켜, 부정적인 방법으로 남의 노비를 빼앗아 헌부에서 경명군을 체직할 것을 청했지만 중종은 이를 듣지 않았다.
같은 해, 헌부에서 표문을 배송할 때 경명군은 말에서 내리지 않고 그대로 달려서 지나갔는데, 이를 두고 헌부에서 경명군이 조정을 능멸했다며 국문할 것을 청하니 왕이 종부시로 하여금 추국하게 하였다.
1521년(중종 16년), 이복 동생인 영산군(寧山君)과 함께 안처겸의 옥사에 연루되자, 대간들이 앞다투어 처벌을 주청하였지만 중종의 비호로 무사하였다. 이후 사옹원 제조(司饔院提調)가 되었으나 폐해를 끼쳐 대간의 탄핵을 받았다.
1526년(중종 21년) 5월 25일 졸하였다. 시호는 정민(貞敏)이다.

## 가족 관계
| - 아버지 : 성종(成宗, 1457 ~ 1494) - 어머니 : 숙의 홍씨(淑儀 洪氏, 1457 ~ 1510) - 누나 : 혜숙옹주 이수란(惠淑翁主 李秀蘭, 1478 ~ ?) - 형 : 완원군 이수(完原君 李㥞, 1481 ~ 1509) - 형 : 회산군 이염(檜山君 李恬, 1482 ~ 1512) - 형 : 견성군 이돈(甄城君 李惇, 1482 ~ 1507) - 누나 : 정순옹주 이복란(靜順翁主 李福蘭, 1486 ~ ?) - 형 : 익양군 이회(益陽君 李懷, 1488 ~ 1552) - 남동생 : 운천군 이인(雲川君 李忄+寅, 1491 ~ 1524) - 남동생 : 양원군 이희(楊原君 李憘, 1492 ~ 1551) - 여동생 : 정숙옹주 이여란(靜淑翁主 李如蘭, 1493 ~ 1573) | - - 정부인 : 강양군부인(江陽郡夫人) 파평 윤씨(坡平 尹氏, ? ~ 1537) : 첨정(僉正) 윤첩(尹堞)의 딸 - 장녀 : 이연환(李連環) - 사위 : 안동 김씨 김생해(金生海, 1512 ~ 1558)와 혼인 - 외손자 : 현감(縣監) 증 영의정(贈 領議政) 김대효(金大孝, 1531 ~ ?) - 외손자 : 증 판서(贈 判書) 김원효(金元孝, 1536 ~ ?) - 외손자 : 증 영의정(贈 領議政) 김극효(金克孝, 1542 ~ ?) - 장남 : 안성군 이수령(安城君 李壽齡, 1516 ~ ?) - 며느리 : 군수(郡守) 홍도경(洪輔卿)의 딸 남양 홍씨 - 손녀 : 이순현(李順賢, 1534 ~ ?) - 손자 : 평원군 이일(平原君 李鎰, 1539 ~ ?) - 며느리 : 현령(縣令) 나윤철(羅允哲)의 딸 나주 나씨 - 차녀 : 이옥녀(李玉女) - 사위 :전주 최씨 판관(判官) 최충수(崔忠秀) - 외손자 : 참봉(參奉) 최찬(崔瓚, 1534 ~ ?) - 외손자 : 최선(崔瑄, 1535 ~ ?) - 외손녀 : 최계옥(崔季玉, 1536 ~ ?) - 외손녀 : 최종옥(崔終玉, 1539 ~ ?) - 외손자 : 최호(崔琥, 1540 ~ ?) - 외손자 : 봉사(奉事) 최박(崔璞, 1543 ~ ?) - 외손녀 : 최연종(崔連終, 1547 ~ ?) - 외손자 : 최영(崔瑛, 1551 ~ ?) - 외손녀 : 최말옥(崔末玉, 1554 ~ ?) - 외손녀 : 최예영(崔禮榮, 1575 ~ ?) - 외손녀 : 최예종(崔禮終, 1576 ~ ?) - 차남 : 안남군 이수련(安南君 李壽鍊, 1520 ~ ?) - 며느리 : 병사(兵使) 김공석(金公奭)의 딸 안동 김씨 - 손자 : 금천군 이보(錦川君 李俌, 1537 ~ ?) - 손자 : 능성군 이신(綾城君 李伸, 1542 ~ ?) - 손자 : 영천군 이정(靈川君 李侹) → 동복 막내동생인 양원군의 맏아들인 함녕군 이수련(咸寧君 李壽鍊)의 양자로 들어감 - 며느리 : 봉사(奉事) 심봉(沈崶)의 딸 청송 심씨 - 손자 : 문성군 이건(文城君 李健, 1560 ~ 1623) → 중종의 6남인 봉성군의 양자로 입적 |

## 같이 보기
- 조선자작 이근호, 이근택, 이근상 3형제의 직계조상